# Patagonotothen elegans
Patagonotothen elegans és una espècie de peix pertanyent a la família dels nototènids.

## Hàbitat
És un peix d'aigua marina, bentopelàgic i de clima subtropical.

## Distribució geogràfica
Es troba al Pacífic sud-oriental (Xile) i l'Atlàntic sud-occidental (el cap Vírgenes, l'Argentina).

## Observacions
És inofensiu per als humans.